# Glossop
Glossop – miasto w Wielkiej Brytanii, w Anglii, w hrabstwie Derbyshire. W 2001 r. miasto to zamieszkiwało 32 428 osób. Glossop jest wspomniana w Domesday Book (1086) jako Glosop.
W tym mieście ma swą siedzibę klub piłkarski - Glossop North End A.F.C.

## Miasta partnerskie
- Bad Vilbel